# 裵山店駅
裵山店駅（ペサンジョムえき）は朝鮮民主主義人民共和国平壌直轄市恩情区域にある、朝鮮民主主義人民共和国鉄道省の駅である。

## 歴史
- 1927年11月1日：開業[1]。

## 隣の駅
朝鮮民主主義人民共和国鉄道省
平羅線
東北里駅 - 裵山店駅 - 平城駅